# Booubyjan, Queensland
Booubyjan es una localidad rural en la región de Gympie, Queensland, Australia. En el censo de 2016, Booubyjan tenía una población de 109 personas.
Booubyjan está a unos 250 kilómetros aproximadamente (160 mi) al NO de Brisbane.

## Historia
Fue fundada a principios del siglo XIX por los hermanos Lawless, Clement y Paul.
Se cree que el nombre de la ciudad es una palabra aborigen, probablemente del grupo lingüístico waka, que indica vuelta atrás, y que originalmente se utilizaba como nombre para una carrera pastoral.
El 17 de abril de 1877 se abrió la selección de terrenos en Booubyjan; había 63 millas cuadradas (160 km2) disponibles.
La Escuela Estatal de Booubyjan se inauguró el 15 de octubre de 1934. Cerró el 11 de diciembre de 1987.
En el censo de 2016, Booubyjan tenía una población de 109 personas.

## Listados de patrimonio
Booubyjan cuenta con varios lugares catalogados como patrimonio, entre ellos:
- - Booubyjan Rd: Booubyjan Homestead[7]